# Ненад Глишић
Ненад Глишић (Крагујевац, 1972) српски је књижевник.
Песме, приче и есеје објављивао у многим часописима и зборницима широм бивше Југославије. Неке песме, кратке и есеји су преведени на пољски, италијански и енглески језик, а хаику на енглески и словеначки. Године 2014. објављен је избор из његове поезије на италијанском језику под насловом "Nella pancia della bestia" (У стомаку звери)за издавачку кућу "Гилгамеш едициони".
Уредник је Књижевне трибине крагујевачког Студентског културног центра.

## Дела
- “Домовино, ти си као цироза јетре” (песме, 1992. г, Крагујевац)
- “Химне камиказа” (песме, 1998. г, Крагујевац)
- “Цветови Хирошиме” (хаику, 2001. г, Краљево)
- “Песмице о природи и друштву” (за децу, 2004. г, Крагујевац)
- “Све о Псовачу” (роман, 2004. г, Београд)
- “Лица и ситуације” (кратке приче, 2007. г, Београд)
- „Анахронике“ (поема, 2009. г, Београд)
- „У хладу дрвета сазнања“ (песме, 2010. г, Београд)
- "Доба. Циклуси" (песме, 2013. г. Београд, награда "Ђурин шешир"
- "Oстаје само тело" (песме, 2014. г. Књижевна општина Вршац)
- "Езопиде" (кратке приче, 2016. г, Београд)
- "Теме за широку потрошњу" (коментари и анализе, 2018. година, Београд)
- "Наследници времена" (песме, 2018. година, Младеновац)
- "Отпадија" (приче, 2018. година, Младеновац)